# 斋月革命

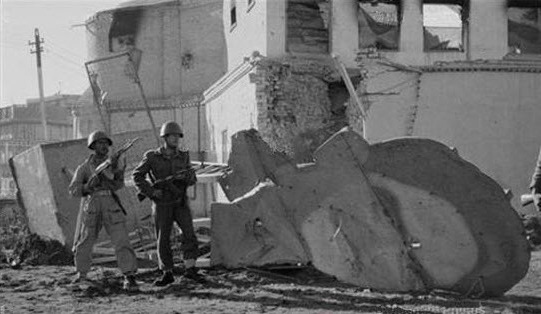
带有卡塞姆画像的标志在政变中被推到

斋月革命，也称作2月8日革命、二·八政变或1963年2月伊拉克政变，是由复兴党伊拉克派别在1963年推翻伊拉克总理卡塞姆的军事政变。它发生在1963年2月8日至10日之间。卡塞姆的前副手阿卜杜塞拉姆·阿里夫不是一名复兴党人，而他卻出任总统，复兴党将军艾哈迈德·哈桑·贝克尔被任命为总理。新政府最有权势的领导人是伊拉克复兴党秘书长阿里·萨利赫·萨迪（Ali Salih al-Sa'di），他控制了国民警卫队民兵，并在政变后组织了数百人（或数千人）的大屠杀。

## 政变过程
卡塞姆于1963年2月8日，即斋月的第十四天被撤职。因此，这场政变被称为斋月14日政变。自1962年以来，这场政变一直处于策划阶段，并计划了几次尝试，但由于担心被发现而被放弃。这场政变最初计划于1月18日举行，但在卡塞姆得知这一计划并逮捕了一些策划者之后，政变被推迟到1月25日，然后是2月8日。
这场政变始于1963年2月8日清晨，当时共产主义空军司令贾拉尔·阿夫卡蒂被暗杀，坦克部队占领了阿布格莱布电台。随着阿拉伯复兴社会主义阴谋家和亲卡塞姆部队之间的激烈战斗，一场为期两天的斗争展开了。卡塞姆在国防部避难，那里的战斗变得特别激烈。共产党的同情者走上街头抵制政变，增加了高伤亡。
2月9日，卡塞姆最终投降，以换取安全撤离该国。但他的请求被拒绝了，9日下午，卡塞姆按照新成立的全国革命指挥委员会（NCRC）的命令被处决。卡塞姆在巴格达电台接受了模拟审判，然后被杀。他死后不久，政变领导人在电视上展示了他的尸体。